# Когнитивная антропология
Когнитивная антропология (англ. cognitive anthropology) — наука на стыке культурной антропологии и когнитивной науки, изучающая структуры и организации различных культурных систем и характеризующая сферы культуры, используя формальные методы логики и лингвистики. Зарождение когнитивной антропологии принято связывать с исследованиями «образа мира».
Объект изучения когнитивной антропологии — не сами по себе элементы культуры, а именно система организации элементов культуры. Важно, что у каждого народа при этом различные системы восприятия, мышления, поведения, эмоций.
Целью когнитивной антропологии является описание мира людей других обществ в их собственных терминах, как они его воспринимают и переживают в опыте, а также выявление имплицитных когнитивных структур, определяющих восприятие мира, регулирующие поведение и упорядочивающие социальную жизнь в этих культурах. Когнитивист-антрополог, например, не использует концепции и терминологию современной западной медицины в описаниях поведения другого народа и его практики, относящейся к болезням и травмам, потому что это могло бы исказить картину туземных медицинских концепций. Культура, как и в случае изучения картины мира, описывается как бы изнутри, с точки зрения ее члена.

## Определение культуры
Большинство этнологов-когнитивистов руководствуются определением культуры, как системы значений, идеальных моделей, сценариев поведения. Культура выступает в качестве идеализированной когнитивной системы, в которую входят система познания, верований и ценностей, и существует она в умах индивидуальных членов общества. Члены общества используют культуру для ориентации, взаимодействия, обсуждения, определения, категоризации и интерпретации текущего социального поведения в своем обществе. Таким образом, культура — это средство для выработки соответствующего социального поведения и интерпретации поведения других.

## История
Когнитивная антропология возникла в середине 50-х годов XX века как результат изменения определения культуры, наиболее важной концепции культурной антропологии. Ранее культуру воспринимали как включающую поведение и события в психический мир, но к тому времени появилось её более узкое определение как внутренней системы знания, управляющей реальным поведением и наблюдаемыми событиями.
Первоначальной формой когнитивной антропологии, возникшей в середине 1950-х годов в США, была этнонаука (англ. ethnoscience) — изучение таксономических систем, используемых разными народами для классификации животных, растений, болезней, еды и т. п. В 60-е годы XX века изучение обобщенных систем убеждения, как, например, религии, переключилось на «повседневные» классификации (или таксономии) вещей, людей и действий в специфических культурах. Антропология начала подробный разбор способов познания, мысли, рассуждения и решения людей, непосредственно связанными с их социальными действиями. Этот процесс шел параллельно с общими достижениями в социальных науках, растущим интересом к главному вопросу в социальной организации: что люди «знают и думают».
Через классификации природы этнонауки оказали глубокое влияние на становление как когнитивной антропологии, так и лингвистики. Важным этапом стало предложение о возможности использования антропологией, по большей части, формальных методов, чем смоделированных на эмпирических выводах естественной науки или на характерной для гуманитарных наук неуправляемой интерпретации. Результатом являются формальные или квазиформальные утверждения правил и системных альтернатив, обычно в отношении малых полей культуры.
Одной из задач этнонауки являлось выявление в обыденном языке «концептуальных категорий» — системы значений, относящихся к той или иной предметной области, иерархических и других связей между ними, а также системы правил — нормативных предписаний, регулирующих жизнедеятельность (У. Гудинаф, Э. Уоллес, М. Дуглас и др.). Язык и тексты стали основным предметом исследования, а формально-лингвистические методы стали широко использоваться. В 80-е годы с развитием когнитивной науки к сфере интересов когнитивной антропологии, помимо языковых структур, подключались различные символические системы культуры и поведение людей, связанное с их применением. Цели новых исследований были оснащены выявлением таких когнитивных структур, как картина мира, сценарии, метафоры, прототипы, семантичные пространства, схемы и их отношений с эмоциями, мотивацией, деятельностью, мозговыми механизмами. Изучаются также индивидуальные различия (например, кто, что знает в рамках данной культуры), конфликты между противоречащими культурными моделями, способы обучения, получения новых знаний и др. К методологии когнитивной антропологии добавились методы психологической науки и других областей когнитивной науки, такие как мозговое картирование, нейронные сети, дискурс-анализ и другие.